# Komisariat Straży Granicznej „Jaśliska”
Komisariat Straży Granicznej „Jaśliska” – jednostka organizacyjna Straży Granicznej pełniąca służbę ochronną na granicy polsko-czechosłowackiej w latach 1928–1939.

## Geneza
Na wniosek Ministerstwa Skarbu, uchwałą z 10 marca 1920 roku, powołano do życia Straż Celną. Proces tworzenia Straży Celnej trwał do końca 1922 roku. 
Komisariat Straży Celnej „Jaśliska”, wraz ze swoimi placówkami granicznymi, wszedł w podporządkowanie Inspektoratu Granicznego Straży Celnej „Dukla”.
W drugiej połowie 1927 roku przystąpiono do gruntownej reorganizacji Straży Celnej. W praktyce skutkowało to rozwiązaniem tej formacji granicznej.
Rozkazem nr 5 z 16 maja 1928 roku w sprawie organizacji Małopolskiego Inspektoratu Okręgowego dowódca Straży Granicznej gen. bryg. Stefan Pasławski powołał komisariat Straży Granicznej „Jaśliska”, który przejął ochronę granicy od rozwiązywanego komisariatu Straży Celnej.

## Formowanie i zmiany organizacyjne
Rozporządzeniem Prezydenta Rzeczypospolitej Polskiej Ignacego Mościckiego z 22 marca 1928 roku, do ochrony północnej, zachodniej i południowej granicy państwa, a w szczególności do ich ochrony celnej, powoływano z dniem 2 kwietnia 1928 roku  Straż Graniczną.
Rozkazem nr 5 z 16 maja 1928 roku w sprawie organizacji Małopolskiego Inspektoratu Okręgowego dowódca Straży Granicznej gen. bryg. Stefan Pasławski przydzielił komisariat „Jaśliska” z podkomisariatem „Polany” do Inspektoratu Granicznego nr 19 „Nowy Zagórz” i określił jego strukturę organizacyjną. 
Już 8 września 1928 dowódca Straży Granicznej rozkazem nr 6  w sprawie organizacji Małopolskiego Inspektoratu Okręgowego podpisanym w zastępstwie przez mjr. Wacława Szpilczyńskiego zmieniał organizację komisariatu i ustalał zasięg placówek. 
Rozkazem komendanta Straży Granicznej z 10 lipca 1929  w sprawach organizacyjnych  powołano placówkę Straży Granicznej „Huta Polańska” w sile jednej drużyny przekazanej z podkomisariatu „Polany”. 
Rozkazem nr 7 z 25 września 1929 roku w sprawie reorganizacji i zmian dyslokacji Małopolskiego Inspektoratu Okręgowego komendant Straży Granicznej płk Jan Jur-Gorzechowski określił numer i nową strukturę komisariatu.
Rozkazem nr 1 z 29 stycznia 1934 roku w sprawach [...] zmian przydziałów, komendant Straży Granicznej płk Jan Jur-Gorzechowski wyłączył placówkę I linii Wisłok z komisariatu Straży Granicznej „Jaśliska” i przydzielił do komisariatu Straży Granicznej „Wola Michowa”.
Rozkazem nr 2 z 29 kwietnia 1936 roku  w sprawie etatu osobowego CSSG, komendant Straży Granicznej płk Jan Gorzechowski zmienił nazwę komisariatu Straży Granicznej „Jaśliska na „Posada Jaśliska””.
Rozkazem nr 2 z 16 stycznia 1939 roku w sprawie przejęcia odcinka granicy polsko-niemieckiej od Korpusu Ochrony Pogranicza na terenie Mazowieckiego Okręgu Straży Granicznej oraz przekazania Korpusowi Ochrony Pogranicza odcinka granicy na terenie Wschodniomałopolskiego Okręgu Straży Granicznej, komendant Straży Granicznej płk Jan Gorzechowski wydzielił z komendy Obwodu „Jasło” komisariat Straży Granicznej „Jaśliska” przydzielił do Obwodu SG „Sambor”.
Rozkazem nr 12 z 14 lipca 1939 roku w sprawie reorganizacji placówek II linii i posterunków wywiadowczych oraz obsady personalnej, komendant Straży Granicznej gen. bryg. Walerian Czuma utworzył placówkę II linii „Tylawa”
Rozkazem nr 13 z 31 lipca 1939 roku w sprawach [...] przeniesienia siedzib i zmiany przydziałów jednostek organizacyjnych, komendant Straży Granicznej gen. bryg. Walerian Czuma wydzielił placówkę I linii „Olchowiec” „Huta Polańska” z komisariatu „Krępna” i przydzielił go do komisariatu „Posada Jaśliska”.

## Służba graniczna
Sąsiednie komisariaty:
- komisariat Straży Granicznej „Gładyszów” ⇔ komisariat Straży Granicznej „Baligród” − 1928
- komisariat Straży Granicznej „Krempna” ⇔ komisariat Straży Granicznej „Komańcza” − 1935[16]

## Funkcjonariusze komisariatu
| Kierownicy/komendanci komisariatu | Kierownicy/komendanci komisariatu | Kierownicy/komendanci komisariatu |
| stopień                           | imię i nazwisko                   | okres pełnienia służby            |
| --------------------------------- | --------------------------------- | --------------------------------- |
| komisarz                          | Franciszek Szulc                  | 1928                              |
| komisarz                          | Ludwik Weigel                     | − 20 X 1935                       |
| aspirant                          | Jan Pawłusiewicz                  | 20 X 1935 − 1936                  |
| aspirant                          | Wiktor Kowalski                   | 20 IX 1936 – 1938                 |
| aspirant                          | Kazimierz Golanowski              | 8 V 1938 – 1939                   |
| podkomisarz                       | Kazimierz Lurski                  | 2 III 1939 –                      |
| Zastępcy komendanta komisariatu   |                                   |                                   |
| starszy strażnik                  | Ferdynand Nehrebecki              | 1 V 1939 –                        |

## Struktura organizacyjna

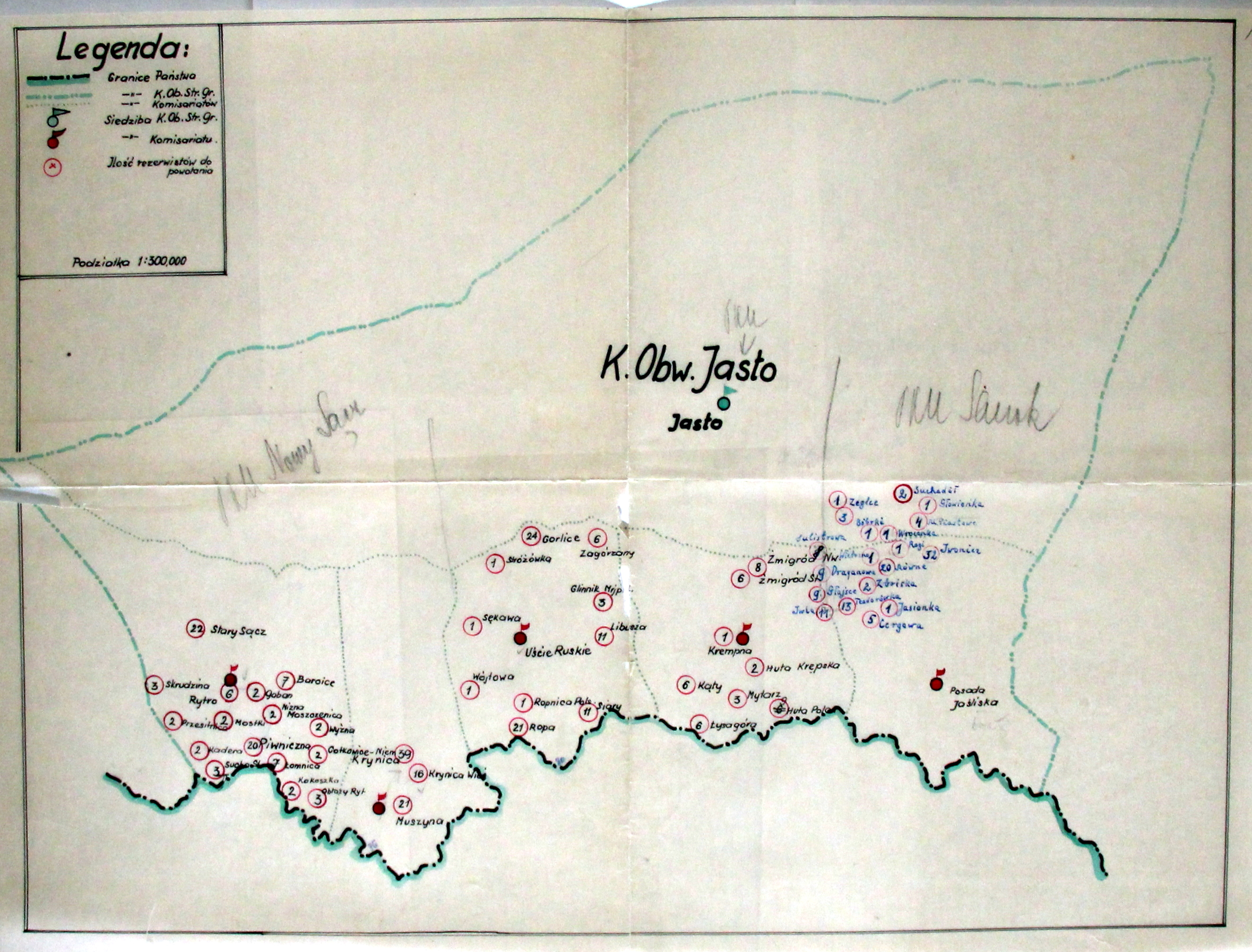
Szkic Obwodu SG „Jasło”

Organizacja komisariatu w maju 1928:
- komenda − Jaśliska
- placówka Straży Granicznej I linii „Polany”
- placówka Straży Granicznej I linii „Barwinek”
- placówka Straży Granicznej I linii „Czeremcha”
- placówka Straży Granicznej I linii „Jasiel”
- placówka Straży Granicznej II linii „Jaśliska”

Organizacja komisariatu we wrześniu 1928:
- komenda − Jaśliska
- podkomisariat Straży Granicznej „Polany”
- placówka Straży Granicznej I linii „Polany”
- placówka Straży Granicznej I linii „Barwinek”
- placówka Straży Granicznej I linii „Czeremcha”
- placówka Straży Granicznej I linii „Wola Wyżna”
- placówka Straży Granicznej I linii „Pasika”[a]
- placówka Straży Granicznej II linii „Jaśliska”

Organizacja komisariatu we wrześniu 1929, w 1931:
- 5/19 komenda − Jaśliska (36 km)
- placówka Straży Granicznej I linii „Czeremcha”
- placówka Straży Granicznej I linii „Wola Wyżna”
- placówka Straży Granicznej I linii „Jasiel”
- placówka Straży Granicznej I linii „Wisłok Wielki” Górny → w 1934 przeniesiono do komisariatu „Wola Michowa”
- placówka Straży Granicznej II linii „Jaśliska”

Organizacja komisariatu w 1935:
- komenda − Jaśliska
- placówka Straży Granicznej I linii „Czeremcha”
- placówka Straży Granicznej I linii „Wola Wyżna”
- placówka Straży Granicznej I linii „Jasiel”
- placówka Straży Granicznej II linii „Jaśliska”